# 1956 год в истории изобразительного искусства СССР
1956 год был отмечен многими событиями, оставившими заметный след в истории советского изобразительного искусства.

## События
- 13 февраля в Москве в Государственной Третьяковской галерее открылась «Выставка произведений советских художников. 1917—1956 годы». В ней приняли участие 184 художника.[1]

- 15 февраля в Москве в выставочном зале Союза художников СССР открылась «Вторая выставка произведений молодых художников Москвы и Московской области». Участвовало 479 художников, экспонировано 944 произведения.[2]

- Ленинградский институт живописи, скульптуры и архитектуры имени И. Е. Репина окончили Энгельс Козлов, Всеволод Петров-Маслаков, Николай Позднеев, Пётр Назаров, Леонид Фокин, Анатолий Ненартович, Захар Хачатрян и другие известные в будущем художники.[3]

- В залах Ленинградского Союза советских художников открылась традиционная «Весенняя выставка произведений ленинградских художников». Всего на выставке были показаны произведения 192 авторов. К выставке был издан подробный каталог работ.[4]

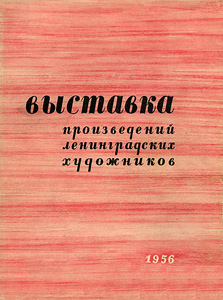
Каталог выставки

- 22 сентября в Москве в выставочном зале Союза художников СССР открылась «Выставка произведений женщин-художниц», на которой было экспонировано 375 произведений 142 авторов. Разделы выставки: живопись, скульптура, графика, керамика, театральные декорации, книжное оформление.[5]

- 22 ноября в Москве в залах Академии художеств СССР открылась «Пятая Всесоюзная выставка дипломных работ студентов художественных вузов СССР выпуска 1956 года», на которой было экспонировано 221 произведение 168 авторов, в том числе Энгельса Козлова, Николая Позднеева, Петра Назарова, Леонида Фокина, Анатолия Ненартовича и других молодых художников. К выставке был издан подробный каталог работ.[3],[6]

- 5 декабря — В залах Ленинградского Союза советских художников открылась «Осенняя выставка произведений ленинградских художников». Всего на выставке были представлены работы 473 авторов. К выставке был издан подробный каталог работ.[7][8][9]

- В 1956 году прошли персональные выставки художников Александра Савинова (1881—1942) (ЛССХ, Ленинград)[10], Самуила Невельштейна (ЛОСХ РСФСР, Ленинград)[11].

## Родились
- 18 сентября — Виктор Александрович Ляпкало, российский живописец.

## Скончались
- 2 февраля — Кончаловский Пётр Петрович, русский советский живописец, Народный художник Российской Федерации, действительный член Академии художеств СССР, лауреат Сталинской премии (род. в 1876).
- 18 февраля — Редько Климент Николаевич, советский художник (род. в 1897).
- 23 апреля — Шульга Иван Николаевич, советский живописец, график и педагог, Заслуженный деятель искусств УССР (род. в 1889).
- 26 сентября — Бершадский Юлий Рафаилович, российский советский живописец и педагог (род. в 1869).
- 27 октября — Митурич Пётр Васильевич, русский художник, теоретик искусства (род. в 1887).
- 3 декабря — Родченко Александр Михайлович, советский живописец, график, скульптор, фотограф, художник театра и кино, один из основоположников конструктивизма (род. в 1891).
- 7 декабря — Заколодин—Митин Алексей Иванович, русский советский живописец и педагог (род. в 1892).
- 27 декабря — Френц Рудольф Рудольфович, советский живописец, график и педагог (род. в 1888).
- 28 декабря — Пуни Иван Альбертович, русский художник-авангардист, с 1920-х годов живший во Франции (род. в 1884).

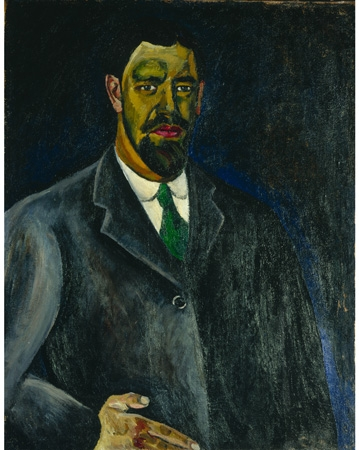
Пётр Кончаловский